# Partito di Centro Tedesco

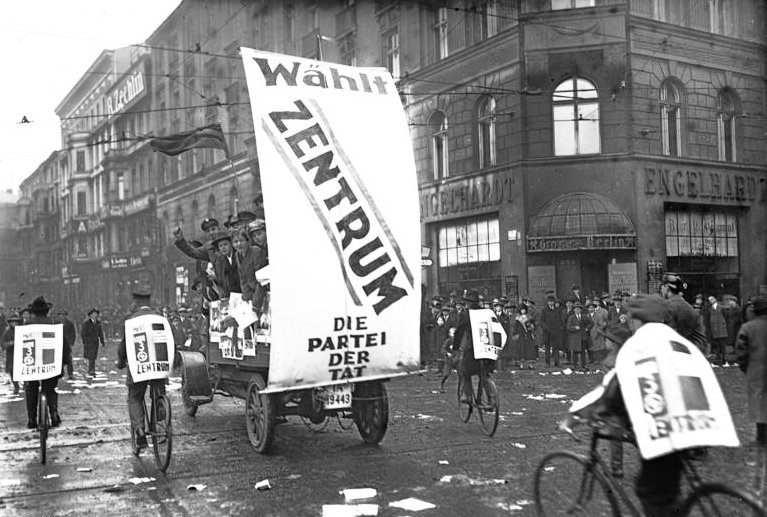
Campagna elettorale del Centro Cattolico

Il Partito di Centro Tedesco (in tedesco: Deutsche Zentrumspartei, noto anche semplicemente come Zentrum, Centro) è un partito politico tedesco centrista di dichiarata ispirazione cattolica. Molto attivo soprattutto sotto il regime imperiale e parte del governo di numerose coalizioni durante la Repubblica di Weimar, è poi diventato un partito sempre meno importante nella politica tedesca dopo la seconda guerra mondiale, quando la maggior parte dei suoi esponenti confluì nel nuovo partito dell'Unione Cristiano-Democratica di Germania.

## Storia

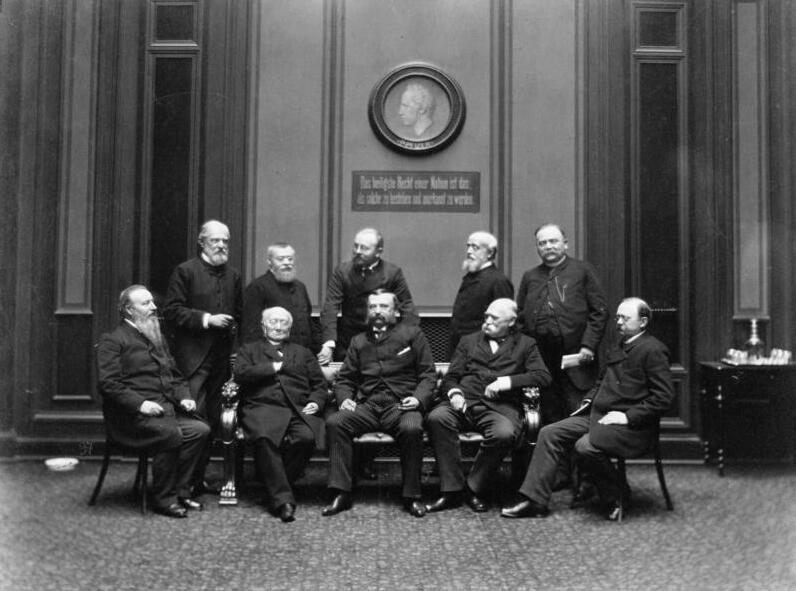
Deputati del Centro al Reichstag (prima fila seduti da sinistra a destra): Paul Letocha, Dr. Ludwig Windthorst, Graf v. Johann Anton von Chamaré, Anton von Dejanicz-Gliszczynski, Albert Horn, (seconda fila in piedi da sinistra a destra) Graf v. Friedrich von Praschma, Philipp Schmieder (non del Partito di Centro), Dr. Felix Porsch, Dr. Frhr. Clemens Heereman von Zuydwyck, Julius Szmula)

Fondato nel 1871 per proteggere i diritti dei cattolici, che erano numericamente in minoranza rispetto ai protestanti nella nuova Germania, il partito assunse una posizione contraria alla nuova strategia del Cancelliere Otto von Bismarck chiamata Kulturkampf: essa mirava a creare uno stato centralista e a ledere i diritti dei cattolici, chiamati in maniera dispregiativa papisti.
Dopo la fine del Kulturkampf, il Centro cattolico riprese la sua normale attività politica e partecipò spesso, con ministri e deputati, alla formazione di governi di coalizione. A causa della non trascurabile massa che si proponeva di rappresentare nel Parlamento, poté sempre arrivare ad un numero consistente di voti.
Fu favorevole alla partecipazione tedesca nella prima guerra mondiale, anche se non mancarono personalità pacifiste, come ad esempio Matthias Erzberger, che cercarono sempre la via della pace e del dialogo. Erzberger propose al Reichstag un trattato di pace da inviare a Francia, Regno d'Italia e Regno Unito, ma il parere del governo fu negativo.
Questo movimento centrista, i cui principii generalmente pragmatici lo hanno reso disponibile a sostenere una forma di governo sia monarchica sia repubblicana, sostenne con vigore tutti i governi della Repubblica di Weimar composti tra il 1919 e il 1932, compreso quello del socialdemocratico Friedrich Ebert, nonostante il forte calo di consensi in Baviera, dove i cittadini si distaccarono in massa dal Centro Cattolico per formare una lista regionale.
L'elettorato del Centro Cattolico non si lasciò inizialmente attrarre dal Partito Nazista, in quanto il movimento guidato da Adolf Hitler si dichiarava contrario ai privilegi di cui la Chiesa cattolica disponeva in Germania. Tuttavia, l'appartenenza borghese e l'ideologia capitalista dei suoi uomini politici permise un notevole numero di collusioni programmatiche con i nazisti.
Il Centro Cattolico supportò il governo guidato dal moderato Heinrich Brüning ma la debolezza dell'azione dell'esecutivo nella risoluzione dei gravi problemi che soffocavano la popolazione tedesca in quel periodo (disoccupazione, inflazione, fiscalismo, mancanza di stabilità politica, ecc.), indussero lo stesso presidente Hindenburg a nominare cancelliere, nel maggio del 1932, Franz von Papen. Tuttavia von Papen, che guidava l'ala destra del partito, fu costretto a dimettersi poco dopo, favorendo la nomina di Adolf Hitler.
Il Centro Cattolico si è dimostrato inefficace nell'opporre resistenza al governo nazista, come la maggior parte degli altri partiti. I suoi delegati votarono sì alla Legge dei pieni poteri di Hitler, approvata nel marzo del 1933. In seguito a questa legge furono dichiarati illegali tutti i partiti tranne quello nazista, quindi, da quel momento in poi, il Centro fu dissolto e fino al 1945 non poté godere delle libertà fondamentali.
Al termine della seconda guerra mondiale, il partito fu ricostruito, tuttavia non riuscì a riacquistare il ruolo che aveva prima della guerra a causa dell'emergere dell'Unione Cristiano-Democratica. Il partito fu rappresentato nel Bundestag fino al 1957. Oggi esiste come partito marginale, radicato soprattutto nel land Renania Settentrionale-Vestfalia.
A gennaio 2022 L'ex parlamentare di AFD, Uwe Witt ha annunciato che entrerà nello storico partito Zentrum. Zentrum torna quindi nel Bundestag per la prima volta dal 1957.

## Personalità importanti

### Presidenti del partito dal dopoguerra
- Wilhelm Hamacher (1945-1946)
- Johannes Brockmann (1946-1948)
- Carl Spiecker (1948-1949)
- Fritz Stricker (1949)
- Helene Wessel (1950-1953)
- Johannes Brockmann (1953-1969)
- Gerhard Ribbeheger (1969-1974)
- Gerhard Woitzik (1974-1986)
- Adelgunde Mertensacker (1986-1987)
- Gerhard Ribbeheger (1987-1996)
- Gerhard Woitzik (1996-2009)
- Alois Degler o Gerhard Woitzik (contestato) (2009-2011)
- Gerhard Woitzik (dal 2011)

### Cancellieri
- Georg von Hertling (1917-1918)
- Konstantin Fehrenbach (1920-1921)
- Joseph Wirth (1921-1922)
- Wilhelm Marx (1923-1925; 1926-1928)
- Heinrich Brüning (1930-1932)
- Franz von Papen (1932- 1932 da indipendente) ; nel partito: (1918 - 1932)

## Risultati elettorali

### Impero Tedesco
| Anno          | Voti      | %    | Seggi     |
| ------------- | --------- | ---- | --------- |
| Federali 1871 | 724.000   | 18,6 | 61 / 382  |
| Federali 1874 | 1.446.000 | 27,9 | 91 / 397  |
| Federali 1877 | 1.341.300 | 24,8 | 93 / 397  |
| Federali 1878 | 1.328.100 | 23,1 | 94 / 397  |
| Federali 1881 | 1.182.900 | 23,2 | 100 / 397 |
| Federali 1884 | 1.282.000 | 22,6 | 99 / 397  |
| Federali 1887 | 1.516.200 | 22,3 | 98 / 397  |
| Federali 1890 | 1.342.100 | 18,6 | 106 / 397 |
| Federali 1893 | 1.468.500 | 19,1 | 96 / 397  |
| Federali 1898 | 1.455.100 | 18,8 | 102 / 397 |
| Federali 1903 | 1.875.300 | 19,8 | 100 / 397 |
| Federali 1907 | 2.179.800 | 19,4 | 105 / 397 |
| Federali 1912 | 1.996.800 | 16,4 | 91 / 397  |

### Repubblica di Weimar

#### Reichstag
| Anno              | Voti      | %           | Seggi    | Status      |
| ----------------- | --------- | ----------- | -------- | ----------- |
| Federali 1919     | 5.980.216 | 19,7 (2.º)  | 91 / 421 | Governo     |
| Federali 1920     | 3.845.001 | 13,6 (5.º)  | 64 / 459 | Governo     |
| Federali V-1924   | 3.914.379 | 13,4 (3.º)  | 65 / 472 | Governo     |
| Federali XII-1924 | 4.118.849 | 13,6 (3.º)  | 69 / 493 | Governo     |
| Federali 1928     | 3.712.152 | 12,1 (2.º)  | 61 / 491 | Governo     |
| Federali 1930     | 4.127.000 | 11,81 (4.º) | 68 / 577 | Governo     |
| Federali VII-1932 | 4.589.430 | 12,44 (4.º) | 75 / 608 | Opposizione |
| Federali XI-1932  | 4.230.545 | 11,93 (4.º) | 70 / 584 | Opposizione |
| Federali III-1933 | 4.424.905 | 11,25 (4.º) | 73 / 647 | Opposizione |

#### Presidente del Reich
| Anno | Candidato    | Voti 1º turno | % 1º turno | Voti 2º turno | % 2º turno | Risultato  |
| ---- | ------------ | ------------- | ---------- | ------------- | ---------- | ---------- |
| 1925 | Wilhelm Marx | 3.887.734     | 14,50      | 13.751.605    | 45,30      | non eletto |

### Repubblica Federale di Germania
| Elezione      | Voti          | %             | Seggi         |               |
| ------------- | ------------- | ------------- | ------------- | ------------- |
| Federali 1949 | 727.505       | 3,1           | 10 / 402      |               |
| Federali 1953 | 217.078       | 0,8           | 3 / 487       |               |
| Federali 1957 | 254.322       | 0,9           | 0 / 497       |               |
| Federali 1961 | Non partecipa | Non partecipa | Non partecipa |               |
| Federali 1965 | 19.832        | 0,1           | 0 / 496       |               |
| Federali 1969 | 15.933        | 0,0           | 0 / 496       |               |
| Federali 1972 | Non partecipa | Non partecipa | Non partecipa |               |
| Federali 1976 | Non partecipa | Non partecipa | Non partecipa |               |
| Europee 1979  | 31.367        | 0,1           | 0 / 81        |               |
| Federali 1980 | Non partecipa | Non partecipa | Non partecipa |               |
| Federali 1983 | Non partecipa | Non partecipa | Non partecipa |               |
| Europee 1984  | 93.921        | 0,4           | 0 / 81        |               |
| Federali 1987 | 19.035        | 0,1           | 0 / 497       |               |
| Europee 1989  | 41.190        | 0,1           | 0 / 81        |               |
| Federali 1990 | Non partecipa | Non partecipa | Non partecipa |               |
| Europee 1994  | Non partecipa | Non partecipa | Non partecipa |               |
| Federali 1994 | 3.757         | 0,0           | 0 / 672       |               |
| Federali 1998 | 2.076         | 0,0           | 0 / 669       |               |
| Europee 1999  | 7.080         | 0,0           | 0 / 99        |               |
| Federali 2002 | 3.127         | 0,0           | 0 / 603       |               |
| Europee 2004  | 26.803        | 0,1           | 0 / 99        |               |
| Federali 2005 | 4.010         | 0,0           | 0 / 614       |               |
| Federali 2009 | 6.087         | 0,0           | 0 / 622       |               |
| Federali 2013 | Non partecipa | Non partecipa | Non partecipa | Non partecipa |
| Federali 2017 | Non partecipa | Non partecipa | Non partecipa | Non partecipa |
| Federali 2021 | Non partecipa | Non partecipa | Non partecipa | Non partecipa |